# Джугелі Іван Рамазович
Іван (Мамука) Рамазович Джугелі (нар. 14 квітня 1969, Зестафоні, Грузинська РСР) — радянський та грузинський футболіст, нападник.

## Кар'єра гравця
Виступав у грузинських клубах «Колхеті-1913», «Кутаїсі», «Мартвегі». Багато забивав.
У 1995 році результативного форварда запросив в Україну президент «Темпу» з Шепетівки Джумбер Нішніанідзе. Дебютував у футболці шепетівської команди  березня 1995 року в програному (1:3) виїзному поєдинку 18-го туру Вищої ліги чемпіонату України проти кременчуцького «Кременя». Мамука вийшов на поле в стартовому складі, а на 80-ій хвилині його замінив Микола Кузнєцов. Дебютним голом у складі «Темпу» 2 квітня 1995 року на 11-ій хвилині переможного (2:0) домашнього поєдинку 21-о туру вищої ліги проти криворізького «Кривбасу». Джугелі вийшов на поле в стартовому складі та відіграв увесь матч. У чемпіонаті України результативність Джугелі значно знизилася. За «Темп» у 16 матчах чемпіонату України забито всього 2 м'ячі. Ще 2 поєдинки провів у кубку України. 
Того ж року перейшов до іншого вищолігового клубу, луганської «Зорі-МАЛСу». У футболці луганчан дебютував 27 вересня 1995 року в переможному (3:2) домашньому поєдинку 12-го туру Вищої ліги проти луцької «Волині». Іван вийшов на поле на 21-ій хвилині, замінивши Романа Мелешка, а на 35-й хвилині відзначився голом у воротах «волинян». У футболці «Зорі» в чемпіонаті України зіграв 17 матчів та відзначився 3-ма голами, ще 1 поєдинок провів у кубку України. 
У 1996 році перейшов до сімферопольської «Таврії». Дебютував у футболці «кримчан» 24 липня 1996 року в програному (0:1) виїзному поєдинку Вищої ліги 2-го туру проти тернопільської «Ниви». Мамука вийшов на поле в стартовому складі, а на 74-й хвилині його замінив Геннадій Кундєнок. Дебютними голами у складі «Таврії» відзначився 28 липня 1996 року на 36-й та 84-й хвилинах переможного (2:1) домашнього поєдинку 3-го туру вищої ліги проти запорізького «Торпедо». Джугелі вийшов у стартовому складі та відіграв увесь матч. У складі «Таврії» в чемпіонаті України зіграв 13 матчів та відзначився 4-ма голами, ще 1 поєдинок провів у кубку України. Також зіграв 1 поєдинок (6 жовтня 1996 року в поєдинку другої ліги проти херсонського «Кристалу») у складі «Динамо» (Саки).
У 1997 році виїхав до Латвії, де виступав у клубах Вищого дивізіону «Даугава» (Рига) та «Металургс» (Лієпая).
У 1998 році повернувся до «Таврії». Вперше після свого повернення до «Таврії» вийшов на поле 29 березня 1998 року в нічийному (2:2) виїзному поєдинку 18-го туру проти криворізького «Кривбасу». Мамука в тому поєдинку відіграв усі 90 хвилин. Дебютним голом за сімферопольців відзначився 14 квітня 1998 року на 37-й хвилині переможного (1:0) домашнього поєдинку 20-го туру вищої ліги проти кіровоградської «Зірки». Джугелі вийшов на поле в стартовому складі та відігрв увесь матч. У футболці «Таврії» зіграв 13 матчів та відзначився 2-ма голами. Першу частину сезону 1998/99 років провів у складі вищолігового «Миколаєва». Дебютував у складі «корабелів» 2 серпня 1998 року в переможному (1:0) домашньому поєдинку 5-го туру проти полтавської «Ворскли». Іван вийшов на поле на 46-ій хвилині, замінивши Сергія Сілецького. У футболці «Миколаєва» зіграв 5 матчів. Другу частину сезону провів в івано-франківському «Прикарпатті». Дебютував за «прикарпатців» 7 березня 1999 року в переможному (1:0) домашньому поєдинку 16-го туру вищої ліги проти кіровоградської «Зірки». Мамука вийшов на поле на 52-й хвилині, замінивши Едуарда Саркісова, а на 82-ій хвилині вже самого Івана замінив Ельдар Ібрагімов. Проте, як і в «Миколаєві» основним гравцем свого клубу не став. У футболці «Прикарпаття» зіграв 4 поєдинки.
Сезон 1999 року розпочав у липецькому «Металурзі», який виступав у Першому дивізіоні. Дебютував у складі липецького колективу 18 серпня 1998 року в програному (1:3) виїзному поєдинку 27-го туру проти «Амкара». Джугелі вийшов на поле на 70-ій хвилині, замінивши Олексія Бабаенка. За «Металург» зіграв 4 поєдинки. У 2000 році в якості вільного агента повернувся до Грузії. На Батьківщині виступав у «Локомотиві» (Тбілісі), «Гурії-Локомотива-2» та «Горда» (Руставі). У 2001 році, по закінченні контракту з Гордою, вирішив завершити кар'єру гравця.

## Кар'єра селекціонера
Після закінчення ігрової кар'єри Джугелі стає агентом грузинських футболістів. Основним місцем працевлаштування його клієнтів є перша ліга російського чемпіонату.
У 2009 році паралельно працює спортивним директором махачкалинського «Анжі». У Махачкалі знайомиться з тренером команди Омарі Тетрадзе, стає його асистентом. В цьому ж році махачкалинці займають перше місце в ФНЛ і перебираються в Прем'єр-лігу. Потім Тетрадзе перебирається в «Волгу», разом з ним йде і Джугелі. У Нижньому Новгороді Іван працює без офіційної посади. «Волга» також за один сезон виходить у Прем'єр-лігу.

## Досягнення
«Колхеті-1913»
- Ліга Еровнулі
  -  Срібний призер (1): 1993/94